# Syllis atlantica
Syllis atlantica är en ringmaskart som beskrevs av Cognetti 1960. Syllis atlantica ingår i släktet Syllis och familjen Syllidae.

## Underarter
Arten delas in i följande underarter:
- S. a. lineata
- S. a. lineata